# Stazione di Genova Costa di Sestri Ponente
Stazione di Genova Costa di Sestri Ponente vasútállomás Olaszországban, Genova településen.

## Vasútvonalak
Az állomást az alábbi vasútvonalak érintik:
- Asti–Genova-vasútvonal

## Kapcsolódó állomások
A vasútállomáshoz az alábbi állomások vannak a legközelebb:
- Stazione di Genova Granara
- Stazione di Genova Borzoli